# Lasse Åberg
Lars 'Lasse'Gunnar Åberg (født 5. maj 1940 i Hofors) er en svensk grafisk designer, skuespiller, filminstruktør og komiker.
Åberg blev født i Hofors i Gävleborgs län, men voksede op i Stockholm. Han er bedst kendt i Danmark for sin hovedrolle som Stig Helmer i filmen Selskabsrejsen fra 1980,som han selv skrev og instruerede. Den anden hovedrolle i filmen blev spillet af Jon Skolmen.

## Udvalgt filmografi
- Ola & Julia (1967, ukrediteret)
- Monty Pythons Flyvende Cirkus (satireserie, 1972)
- Høstmanøvren (1979, også instruktør)
- Selskabsrejsen (1980, også instruktør)
- Montenegro (1981)
- Kalabaliken i Bender (1983)
- Selskabsrejsen 2 (1985, også instruktør)
- Folk og røvere i Kardemomme by (1988)
- S.O.S. - amatører til søs (1988, også instruktør)
- Den ufrivillige golfspiller (1991, også instruktør)
- Kuropholdet (1999, også instruktør)
- Tidsrejsen (2011, også instruktør)